# Пандемия от COVID-19 в Сърбия
Пандемията от коронавирус в Сърбия започва на 6 март 2020 г., когато се установява че е заразен мъж на 43 години, жител на Суботица, заразил се по време на посещение в Будапеща, Унгария.
С появата на вируса, на всички ГКПП на Сърбия, по време на извършваните гранични проверки, от полицейските служители на МВР на Сърбия се вземат предпазни мерки, с цел превенция от посочения вирус и се извършва профилиране на пътниците, пристигащи от потенциално заразени райони в света. При установяване на рискови пътници, в хода на граничните проверки, служителите на МВР на Сърбия уведомяват компетентните гранични санитарни инспектори. Впоследствие граничните санитарни инспектори предприемат мерки, съгласно предписаните процедури от Министерството на здравеопазването на Сърбия.
На 12 март 2020 г. правителството на Сърбия актуализира със свое решение разпоредбите, свързани с противодействие на разпространението на болестта COVID-19. Сърбия затваря временно 44 ГКПП със съседните страни – Унгария (7), Румъния (10), Северна Македония (2), Черна гора (3), Босна и Херцеговина (7), Хърватия (9), 3 вътрешни (речни и въздушни), 3 с България – ГКПП Брегово, ГКПП Стрезимировци и ГКПП Олтоманци. От 12 март 2020 г. временно на сръбско-българската граница пътници и товари се обработват само ГКПП „Калотина – Градина“ и ГКПП „Връшка чука“.
На 15 март 2020 г. вечерта е проведена извънредна пресконференция, на която президентът на Сърбия – Александър Вучич съобщава че се въвежда извънредно положение.